# ノルディックスキー世界選手権
ノルディックスキー世界選手権（FIS Nordic World Ski Championships）は、国際スキー連盟（FIS）が主催するノルディックスキー競技の世界選手権である。

## 概説
第1回大会はフランスのシャモニーで開催され、国際冬季スポーツ週間を兼ねて開催された。以来、1939年まで毎年開催され、1948年以降、偶数年に1度開催されるようになり、サラエボオリンピックまでは冬季オリンピックと世界選手権を兼ねて行われたが、1985年からは奇数年に1度開催され、完全独立した大会となった。
- 1941年の大会は、1946年のFISの会議によって非公式なものとされ、結果は公認記録から抹消された。
- 1980年はレークプラシッドオリンピックに女子クロスカントリー20kmが種目としてなかったので別途開催となった。
- 1984年はサラエボオリンピックにジャンプ団体、ノルディック複合団体が種目としてなかったので別途開催となった。

4年に一度の大舞台ゆえのプレッシャーなどから実力のある選手が結果を残せないことも起こり、また一カ国から出場できる選手の人数に制限のあるオリンピックとは違い、隔年開催で、下馬評通りに実力者が優勝することが多いこの大会は、時にオリンピック以上に選手からは重要視されており、それゆえヨーロッパ（とりわけ北欧、アルプス地方）では絶大なる人気を誇っている。

## 開催地一覧
表中の略号は次の通り
CC：クロスカントリー　NC:ノルディック複合　JP: スキージャンプ
| #      | 大会名                                     | 開催地                                             | 実施種目             | 備考                                                           |
| ------ | ------------------------------------------ | -------------------------------------------------- | -------------------- | -------------------------------------------------------------- |
| 第1回  | シャモニーオリンピック                     | フランス・シャモニー                               | 4 (2xCC,1xNC,1xJP)   |                                                                |
| 第2回  | FIS 1925年ノルディックスキー世界選手権     | チェコスロバキア・ヨハニスバッド                   | 4 (2xCC,1xNC,1xJP)   |                                                                |
| 第3回  | FIS 1926年ノルディックスキー世界選手権     | フィンランド・ラハティ                             | 4 (2xCC,1xNC,1xJP)   |                                                                |
| 第4回  | FIS 1927年ノルディックスキー世界選手権     | イタリア王国・コルティーナ・ダンペッツォ           | 4 (2xCC,1xNC,1xJP)   |                                                                |
| 第5回  | サンモリッツオリンピック                   | スイス・サンモリッツ                               | 4 (2xCC,1xNC,1xJP)   |                                                                |
| 第6回  | FIS 1929年ノルディックスキー世界選手権     | ポーランド ・ザコパネ                              | 4 (2xCC,1xNC,1xJP)   |                                                                |
| 第7回  | FIS 1930年ノルディックスキー世界選手権     | ノルウェー・オスロ                                 | 4 (2xCC,1xNC,1xJP)   |                                                                |
| 第8回  | FIS 1931年ノルディックスキー世界選手権     | ドイツ国・オーベルホフ                             | 4 (2xCC,1xNC,1xJP)   |                                                                |
| 第9回  | レークプラシッドオリンピック               | アメリカ合衆国・レークプラシッド                   | 4 (2xCC,1xNC,1xJP)   |                                                                |
| 第10回 | FIS 1933年ノルディックスキー世界選手権     | オーストリア・インスブルック                       | 5 (3xCC,1xNC,1xJP)   | 新種目：男子CC4x10kmリレー採用                                 |
| 第11回 | FIS 1934年ノルディックスキー世界選手権     | スウェーデン・ソレフティア                         | 5 (3xCC,1xNC,1xJP)   |                                                                |
| 第12回 | FIS 1935年ノルディックスキー世界選手権     | チェコスロバキア・ホーエタトラ（ビソケ・タトリー） | 5 (3xCC,1xNC,1xJP)   |                                                                |
| 第13回 | ガルミッシュパルテンキルヒェンオリンピック | ドイツ国・ガルミッシュ＝パルテンキルヒェン         | 5 (3xCC,1xNC,1xJP)   |                                                                |
| 第14回 | FIS 1937年ノルディックスキー世界選手権     | フランス・シャモニー                               | 5 (3xCC,1xNC,1xJP)   |                                                                |
| 第15回 | FIS 1938年ノルディックスキー世界選手権     | フィンランド・ラハティ                             | 5 (3xCC,1xNC,1xJP)   |                                                                |
| 第16回 | FIS 1939年ノルディックスキー世界選手権     | ポーランド・ザコパネ                               | 5 (3xCC,1xNC,1xJP)   |                                                                |
| --     | FIS 1941年ノルディックスキー世界選手権     | イタリア王国・コルティーナ・ダンペッツォ           | 5 (3xCC,1xNC,1xJP)   | 1946年にFISによって除外された                                  |
| 第17回 | サンモリッツオリンピック                   | スイス・サンモリッツ                               | 5 (3xCC,1xNC,1xJP)   |                                                                |
| 第18回 | FIS 1950年ノルディックスキー世界選手権     | アメリカ合衆国・レークプラシッド                   | 5 (3xCC,1xNC,1xJP)   |                                                                |
| 第19回 | オスロオリンピック                         | ノルウェー・オスロ                                 | 5 (4xCC,1xJP)        | 新種目：女子CC10km採用                                         |
| 第20回 | FIS 1954年ノルディックスキー世界選手権     | スウェーデン・ファルン                             | 8 (6xCC,1xNC,1xJP)   | 新種目：女子CC3x5km、男子CC15km、男子CC30km採用                |
| 第21回 | コルティナダンペッツォオリンピック         | イタリア・コルティーナ・ダンペッツォ               | 8 (6xCC,1xNC,1xJP)   |                                                                |
| 第22回 | FIS 1958年ノルディックスキー世界選手権     | フィンランド・ラハティ                             | 8 (6xCC,1xNC,1xJP)   |                                                                |
| 第23回 | スコーバレーオリンピック                   | アメリカ合衆国・スコーバレー                       | 8 (6xCC,1xNC,1xJP)   |                                                                |
| 第24回 | FIS 1962年ノルディックスキー世界選手権     | ポーランド・ザコパネ                               | 10 (7xCC,1xNC,2xJP)  | 新種目：女子CC5km、ジャンプ90m級採用                           |
| 第25回 | インスブルックオリンピック                 | オーストリア・インスブルック                       | 10 (7xCC,1xNC,2xJP)  |                                                                |
| 第26回 | FIS 1966年ノルディックスキー世界選手権     | ノルウェー・オスロ                                 | 10 (7xCC,1xNC,2xJP)  |                                                                |
| 第27回 | グルノーブルオリンピック                   | フランス・グルノーブル                             | 10 (7xCC,1xNC,2xJP)  |                                                                |
| 第28回 | FIS 1970年ノルディックスキー世界選手権     | チェコスロバキア・ホーエタトラ（ビソケ・タトリー） | 10 (7xCC,1xNC,2xJP)  |                                                                |
| 第29回 | 札幌オリンピック                           | 日本・札幌                                         | 10 (7xCC,1xNC,2xJP)  |                                                                |
| 第30回 | FIS 1974年ノルディックスキー世界選手権     | スウェーデン・ファルン                             | 10 (7xCC,1xNC,2xJP)  |                                                                |
| 第31回 | インスブルックオリンピック                 | オーストリア・インスブルック                       | 10 (7xCC,1xNC,2xJP)  |                                                                |
| 第32回 | FIS 1978年ノルディックスキー世界選手権     | フィンランド・ラハティ                             | 11 (8xCC,1xNC,2xJP)  | 新種目：女子CC20km採用、男子CCリレーがスプリント形式に変更     |
| 第33回 | レークプラシッドオリンピック               | アメリカ合衆国・レークプラシッド                   | 10 (7xCC,1xNC,2xJP)  |                                                                |
| 第33回 | FIS 1980年ノルディックスキー世界選手権     | スウェーデン・ファルン                             | 1 (1x20kmCC女子)     | 分離開催                                                       |
| 第34回 | FIS 1982年ノルディックスキー世界選手権     | ノルウェー・オスロ                                 | 13 (8xCC,2xNC,3xJP)  | 新種目：NC団体3x10km、JP団体90m級採用                          |
| 第35回 | サラエボオリンピック                       | ユーゴスラビア・サラエボ                           | 11 (8xCC,1xNC,2xJP)  |                                                                |
| 第35回 | FIS 1984年ノルディックスキー世界選手権     | スイス・エンゲルベルク · フィンランド・ロバニエミ  | 2 (1xNC,1xJP)        | NCとJPの団体戦は分離開催                                       |
| 第36回 | FIS 1985年ノルディックスキー世界選手権     | オーストリア・ゼーフェルト                         | 13 (8xCC,2xNC,3xJP)  | 本大会から奇数年開催となりオリンピックと分離された             |
| 第37回 | FIS 1987年ノルディックスキー世界選手権     | 西ドイツ・オーベルストドルフ                       | 13 (8xCC,2xNC,3xJP)  |                                                                |
| 第38回 | FIS 1989年ノルディックスキー世界選手権     | フィンランド・ラハティ                             | 15 (10xCC,2xNC,3xJP) | CCにクラシカルストロークとフリーストロークがそれぞれ導入された |
| 第39回 | FIS 1991年ノルディックスキー世界選手権     | イタリア・ヴァル・ディ・フィエンメ                 | 15 (10xCC,2xNC,3xJP) |                                                                |
| 第40回 | FIS 1993年ノルディックスキー世界選手権     | スウェーデン・ファルン                             | 15 (10xCC,2xNC,3xJP) | CCにパシュート方式が導入された                                 |
| 第41回 | FIS 1995年ノルディックスキー世界選手権     | カナダ・サンダーベイ                               | 15 (10xCC,2xNC,3xJP) |                                                                |
| 第42回 | FIS 1997年ノルディックスキー世界選手権     | ノルウェー・トロンハイム                           | 15 (10xCC,2xNC,3xJP) |                                                                |
| 第43回 | FIS 1999年ノルディックスキー世界選手権     | オーストリア・ラムサウ                             | 16 (10xCC,3xNC,3xJP) | 新種目：NCスプリント採用                                       |
| 第44回 | FIS 2001年ノルディックスキー世界選手権     | フィンランド・ラハティ                             | 18 (11xCC,3xNC,4xJP) | 新種目：男子CC1kmスプリント採用、JP団体NH試用                  |
| 第45回 | FIS 2003年ノルディックスキー世界選手権     | イタリア・ヴァル・ディ・フィエンメ                 | 18 (12xCC,3xNC,3xJP) | 新種目：女子CC1.5kmスプリント採用                              |
| 第46回 | FIS 2005年ノルディックスキー世界選手権     | ドイツ・オーベルストドルフ                         | 19 (12xCC,3xNC,4xJP) | CCのリレーをスプリントに変更、JP団体NH試用                     |
| 第47回 | FIS 2007年ノルディックスキー世界選手権     | 日本・札幌                                         | 18 (12xCC,3xNC,3xJP) |                                                                |
| 第48回 | FIS 2009年ノルディックスキー世界選手権     | チェコ・リベレツ                                   | 20 (12xCC,4xNC,4xJP) | 新種目：女子JPNH、男子NCマススタート                           |
| 第49回 | FIS 2011年ノルディックスキー世界選手権     | ノルウェー・オスロ                                 | 21 (12xCC,4xNC,5xJP) | 新種目：男子JP団体NH                                           |
| 第50回 | FIS 2013年ノルディックスキー世界選手権     | イタリア・ヴァル・ディ・フィエンメ                 | 21 (12xCC,4xNC,5xJP) | 新種目：男女CCスキーアスロン、NC団体スプリント、混合JP団体NH   |
| 第51回 | FIS 2015年ノルディックスキー世界選手権     | スウェーデン・ファルン                             | 21 (12xCC,4xNC,5xJP) |                                                                |
| 第52回 | FIS 2017年ノルディックスキー世界選手権     | フィンランド・ラハティ                             | 21 (12xCC,4xNC,5xJP) |                                                                |
| 第53回 | FIS 2019年ノルディックスキー世界選手権     | オーストリア・ゼーフェルト                         | 22 (12xCC,4xNC,6xJP) | 新種目：女子JP団体NH                                           |
| 第54回 | FIS 2021年ノルディックスキー世界選手権     | ドイツ・オーベルストドルフ                         | 24 (12xCC,5xNC,7xJP) | 新種目：女子NC個人、女子JP個人LH                               |
| 第55回 | FIS 2023年ノルディックスキー世界選手権     | スロベニア・プラニツァ                             | 24 (12xCC,5xNC,7xJP) | 新種目：混合NC団体NH                                           |
| 第56回 | FIS 2025年ノルディックスキー世界選手権     | ノルウェー・トロンハイム                           |                      |                                                                |
| 第57回 | FIS 2027年ノルディックスキー世界選手権     | スウェーデン・ファルン                             |                      |                                                                |

## 国別メダル数
2023年大会終了時点
| 順                   | 国・地域                       | 金  | 銀  | 銅  | 計   |
| -------------------- | ------------------------------ | --- | --- | --- | ---- |
| 1                    | ノルウェー                     | 171 | 130 | 124 | 425  |
| 2                    | フィンランド                   | 63  | 73  | 69  | 205  |
| 3                    | スウェーデン                   | 52  | 52  | 54  | 158  |
| 4                    | ドイツ (旧西ドイツ含)          | 42  | 50  | 31  | 123  |
| 5                    | ソビエト連邦 (1954–1991年)     | 36  | 32  | 24  | 92   |
| 6                    | オーストリア                   | 28  | 29  | 39  | 96   |
| 7                    | ロシア (1993-2019年)           | 26  | 32  | 31  | 89   |
| 8                    | 東ドイツ                       | 12  | 15  | 11  | 38   |
| 9                    | ポーランド                     | 12  | 7   | 13  | 32   |
| 10                   | イタリア                       | 11  | 23  | 24  | 58   |
| 11                   | 日本                           | 10  | 14  | 18  | 42   |
| 12                   | アメリカ合衆国                 | 8   | 4   | 7   | 19   |
| 13                   | チェコスロバキア (1925-1991年) | 7   | 12  | 11  | 30   |
| 14                   | フランス                       | 6   | 4   | 15  | 25   |
| 15                   | スイス                         | 4   | 6   | 8   | 18   |
| 16                   | スロベニア (1993年-)           | 4   | 4   | 9   | 17   |
| 18                   | チェコ (1993年-)               | 3   | 6   | 6   | 15   |
| 17                   | エストニア (1938年、1993年-)   | 3   | 5   | 2   | 10   |
| 18                   | カザフスタン (1993年-)         | 3   | 2   | 4   | 9    |
| 19                   | カナダ                         | 3   | 1   | 3   | 6    |
| 20                   | ロシアスキー連盟 (2021年)      | 1   | 3   | 1   | 5    |
| 21                   | スペイン                       | 1   | 1   | 0   | 2    |
| 22                   | ユーゴスラビア (1925-1991年)   | 1   | 0   | 0   | 1    |
| 23                   | ベラルーシ (1993年-)           | 0   | 1   | 0   | 1    |
| 23                   | スロバキア (1993年-)           | 0   | 1   | 0   | 1    |
| 24                   | ウクライナ (1993年-)           | 0   | 0   | 2   | 2    |
| Total medals awarded | Total medals awarded           | 507 | 507 | 506 | 1520 |